# Simmone Morrow
Simmone Morrow (Cowell, Australie-Méridionale, 31 octobre 1976 - ) est une joueuse de softball australienne.

## Palmarès
| Date | Compétition             | Lieu    | Rang |
| ---- | ----------------------- | ------- | ---- |
| 2000 | Jeux olympiques de 2000 | Sydney  | 3e   |
| 2004 | Jeux olympiques de 2004 | Athènes | 2e   |
| 2008 | Jeux olympiques de 2008 | Beijing | 3e   |